# Rezolucja Rady Bezpieczeństwa ONZ nr 464
Rezolucja Rady Bezpieczeństwa ONZ nr 464 została przyjęta jednomyślnie 19 lutego 1980 r.
Po przeanalizowaniu wniosku Saint Vincent i Grenadyn o członkostwo w Organizacji Narodów Zjednoczonych, Rada zaleciła Zgromadzeniu Ogólnemu przyjęcie tego państwa do swojego grona.

## Źródło
- UNSCR - Resolution 464